# باکرین د کامپس
باکرین د کامپس (به اسپانیایی: Baquerín de Campos) یک شهرستان در اسپانیا است که در استان پالنسیا واقع شده‌است.

## خصوصیات
باکرین د کامپس ۲۱ کیلومترمربع مساحت و ۲۴ نفر جمعیت دارد.